# Lintbloem
Een lintbloem is een gereduceerde bloem waarbij de bloemkroon is vergroeid tot een enkel bloemblad, waarvan de oorspronkelijke vijf bladen nog te herkennen zijn aan de tandjes aan het uiteinde ervan. Het zit in het hoofdje, zoals aanwezig bij de bloemen van planten die behoren tot de composietenfamilie.

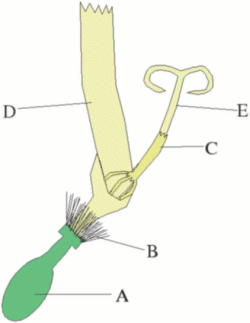
schets van een lintbloem
A = vruchtbeginsel, B = pappus, C = helmhokjes, D = vergroeide bloemkroon, E = stijl met stamper

schets van een buisbloem
A = vruchtbeginsel, B = tot buis vergroeide kroon met aan de top vier a vijf slipjes, C = helmhokjes, D = stijl met stamper

Dit bloemblad vormt als het ware het lint waarnaar dit bloemtype is genoemd. De bloem is tweeslachtig. De helmhokjes zijn vergroeid tot een soort koker rond de stijl. Op de plek waar de bloemkroon is ingeplant bevindt zich vaak een rij haren of schubben. Deze wordt de pappus genoemd en is in feite de gereduceerde kelk. Wanneer het zaad rijp is, groeit deze pappus vaak uit tot het vruchtpluis.
Het vruchtbeginsel is ingeplant op de bloemhoofdjesbodem. Tussen de verschillende bloempjes kunnen zich ook nog vliesjes bevinden. Deze worden stroschubben genoemd. De stroschubben zijn een kenmerk voor het laatst genoemde geslacht.
Voorbeelden van een composiet met enkel lintbloemen zijn de paardenbloem en de geslachten die bij oppervlakkige beschouwing er veel op lijken zoals leeuwentand en biggenkruid.

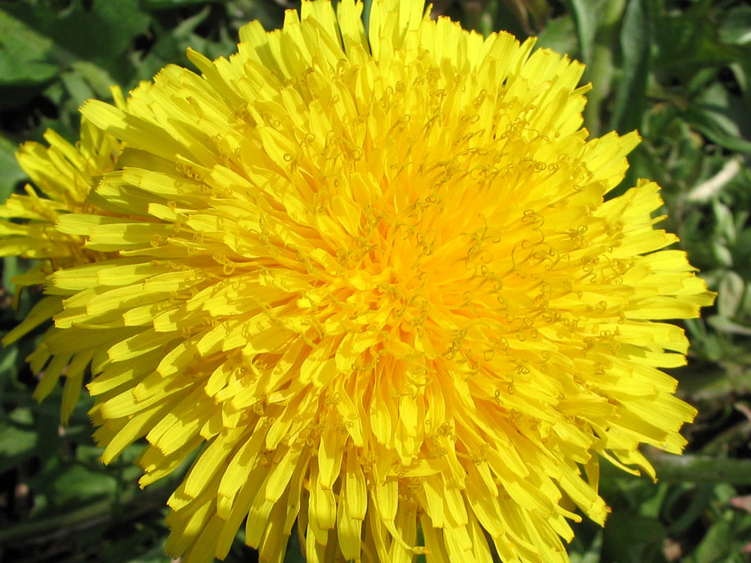
Bloemhoofdje met lintbloemen van paardenbloem
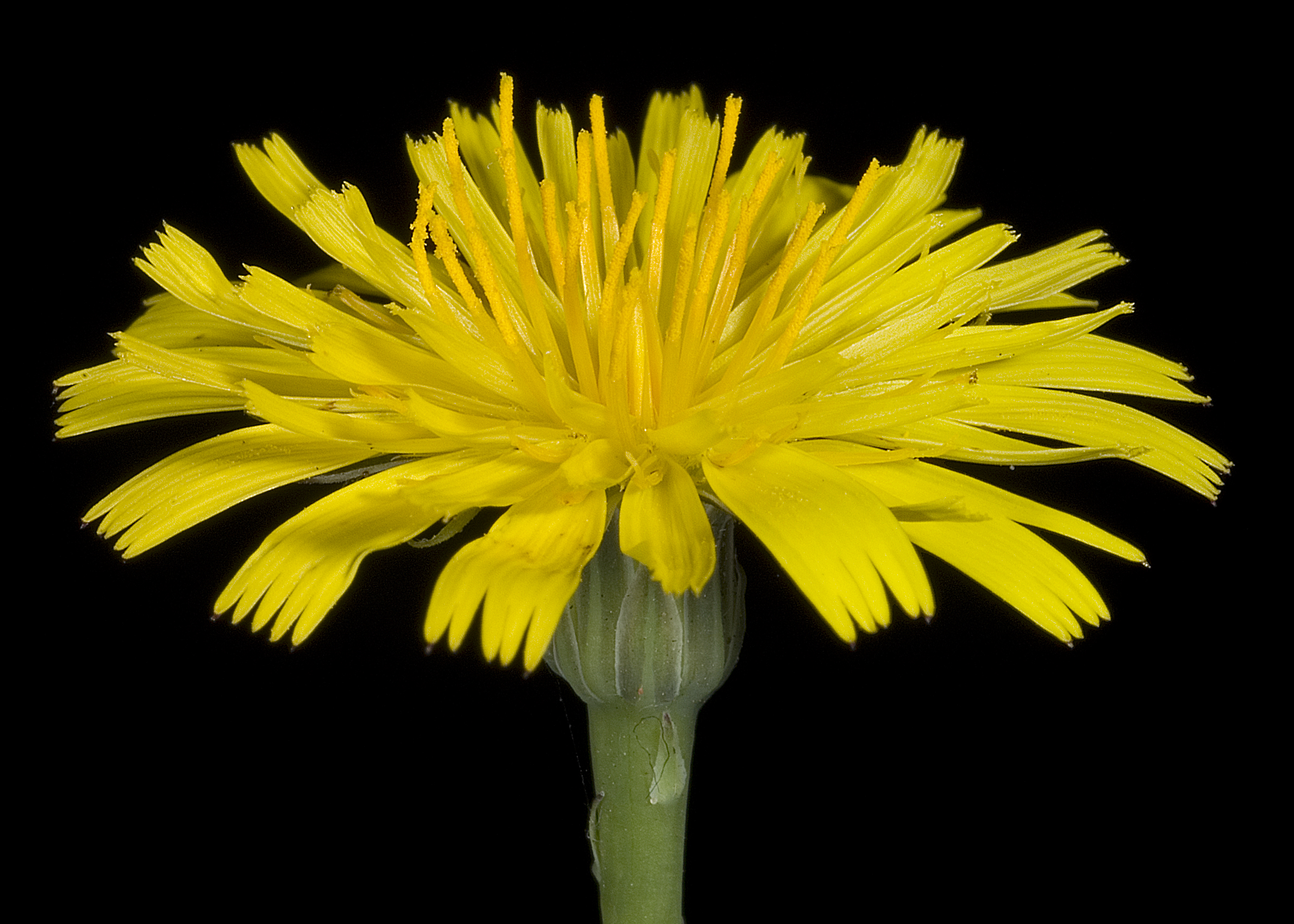
Bloemhoofdje met lintbloemen van gewoon biggenkruid
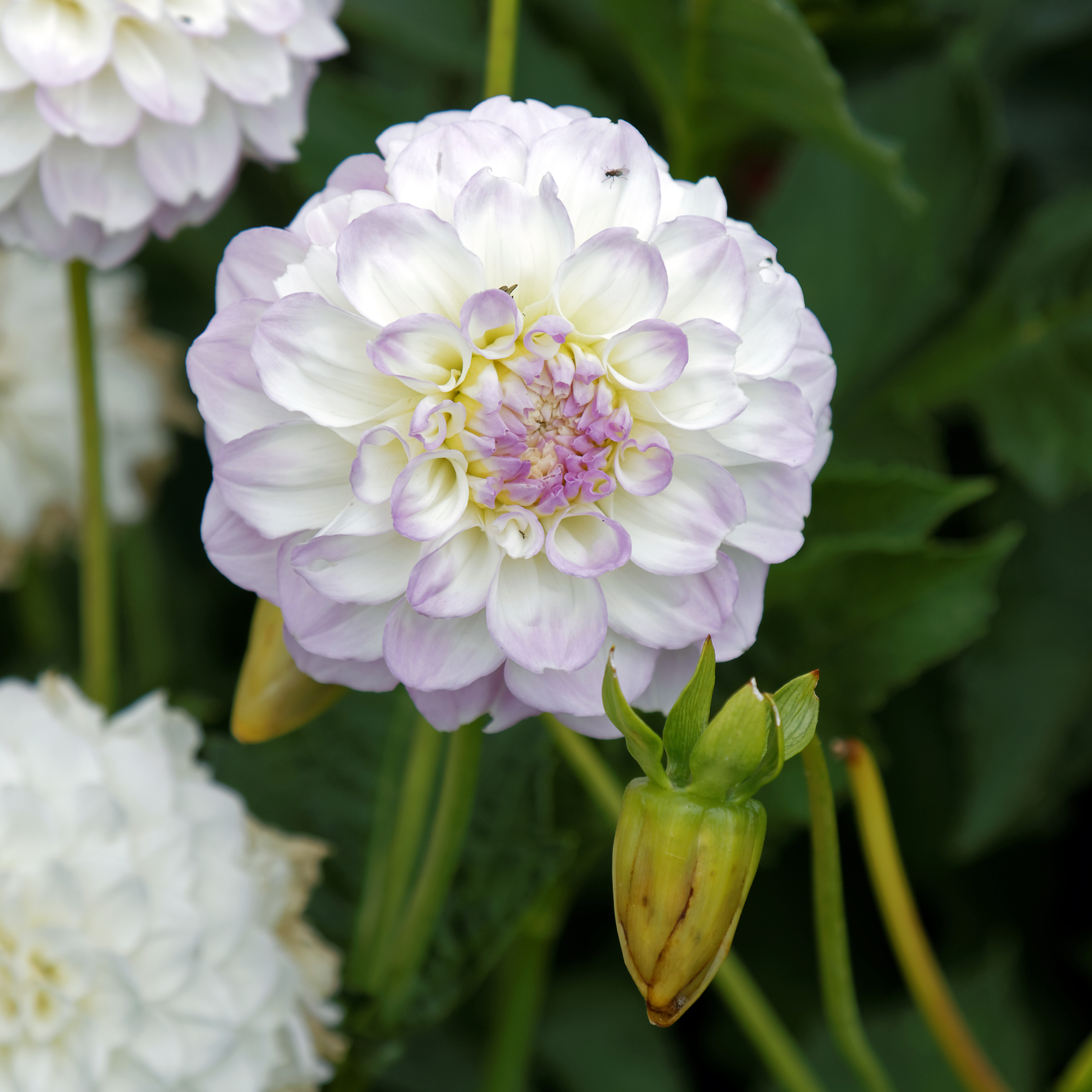
Bloemhoofdje met lintbloemen van dahlia
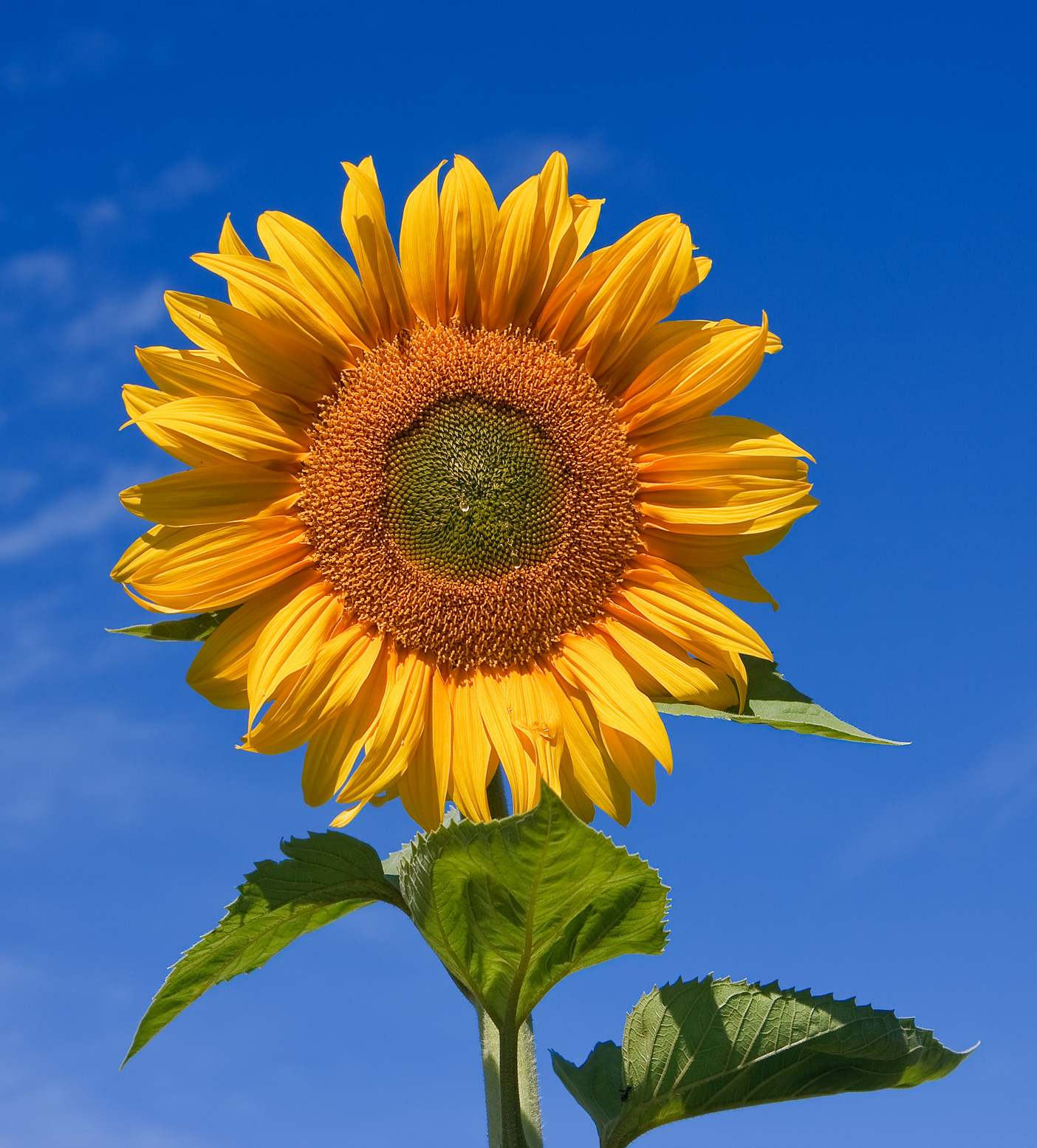
Bloemhoofdje met straalbloemen (gereduceerde lintbloemen) (rand) en buisbloemen (midden) van de zonnebloem